# Alberto Visconti
Alberto Visconti (1901) è stato un bobbista italiano.

## Biografia
Nato nel 1901, a 23 anni partecipò ai primi Giochi olimpici invernali, quelli di Chamonix-Mont-Blanc 1924, nel bob a quattro insieme a Leonardo Bonzi, Adolfo Bocchi, Alfredo Spasciani e Luigi Tornielli di Borgolavezzaro, concludendo la 1ª manche con il tempo di 4'08"44, ma non partecipando alle altre.